# Forcipomyia quinqueremis
Forcipomyia quinqueremis är en tvåvingeart som beskrevs av Debenham 1987. Forcipomyia quinqueremis ingår i släktet Forcipomyia och familjen svidknott. Inga underarter finns listade i Catalogue of Life.